# Les Pèlerins d'Emmaüs (Rembrandt, Louvre)
Pour les articles homonymes, voir Les Pèlerins d'Emmaüs.
Les Pèlerins d'Emmaüs est une des plus célèbres œuvres du peintre Rembrandt (1606-1669). Cette œuvre a été peinte en 1648 et se trouve actuellement au Musée du Louvre, à Paris.

## Représentation
La scène représente le moment où le Christ, après sa Résurrection, révèle son identité aux deux disciples rencontrés à Emmaüs à sa façon de rompre le pain. Le serviteur à droite est arrêté dans son élan, ce qui renforce l'impression de surprise des autres personnages. Il est mis en évidence par la composition légèrement décentrée, où le Christ, au milieu d'une niche, est auréolé de lumière.

## Analyse

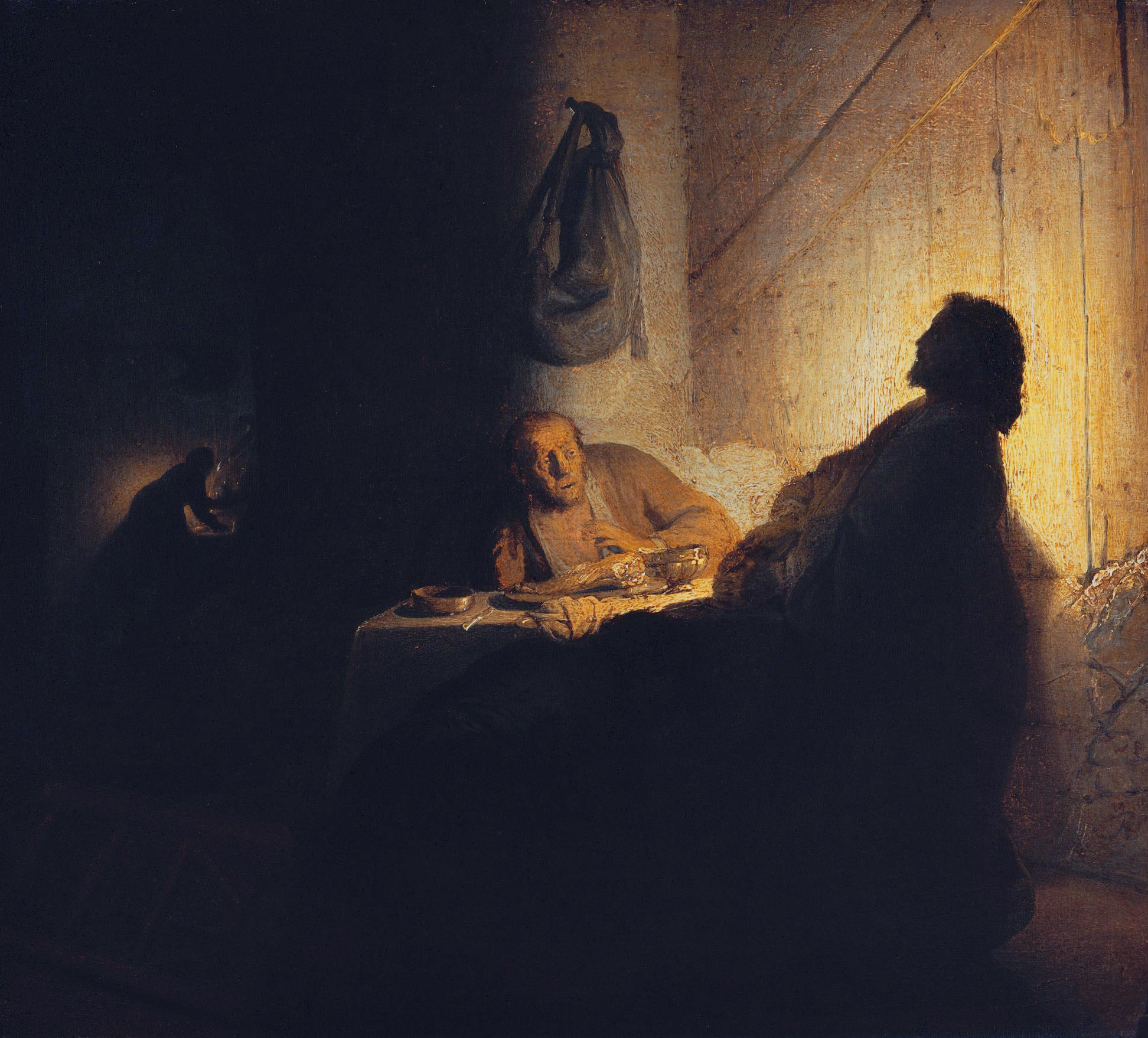
L'autre tableau Les Pèlerins d'Emmaüs, conservé au musée Jacquemart-André à Paris

Le tableau a été réalisé selon la méthode de l'huile sur bois et mesure 68 × 65 cm.
Le thème des pèlerins d'Emmaüs a été également représenté par Rembrandt dans un autre tableau conservé au musée Jacquemart-André, Les Pèlerins d'Emmaüs. 
L'œuvre a fait partie de la collection de Léon de Madaillan de Lesparre, puis à celle de Louis XVI, acquise à la vente Pierre Paul Louis Randon de Boisset à Paris en 1777 par le biais de l'expert et marchand Alexandre Joseph Paillet.